# Wędrynia (Czechy)
Wędrynia (cz. Vendryněⓘ, niem. Wendryn) – wieś gminna w Czechach, w kraju morawsko-śląskim, w okręgu Frydek-Mistek.

## Położenie i geografia
Miejscowość położona jest w dolinie Olzy i jej prawobrzeżnego dopływu Wędryńka, pomiędzy Beskidem Śląskim (na wschodzie) i Beskidem Morawsko-Śląskim (na zachodzie). Leży tuż na południe od hutniczego miasta Trzyniec, w granicach historycznego Śląska Cieszyńskiego.
Składa się z kilku części, rozrzuconych na sporym terenie od szczytu Ostrego na północnym wschodzie po granice Tyry na południowym zachodzie. Historyczne centrum wsi, czyli Dziedzina ze wspomnianym kościołem, leży w górze doliny Wędryńki. U ujścia tego potoku do Olzy, tuż powyżej dawnego brodu, którym przekraczała ją dawna „Droga Miedziana”, leży Czornowskie z dworcem kolejowym. Między szosą (międzynarodowy szlak drogowy E75) a Olzą leżą Ryborzowice – dawniej samodzielna wieś, wzmiankowana już w 1568 r. Za Olzą, oddzielone Liderowskim Potokiem od Karpętnej, leży Zaolzie – do XVIII w. również samodzielna wioska, zwana Lidzierzowicami.
Obecnie wieś dzieli się na cztery obręby ewidencyjne (cz. Základní Sídelní Jednotky):

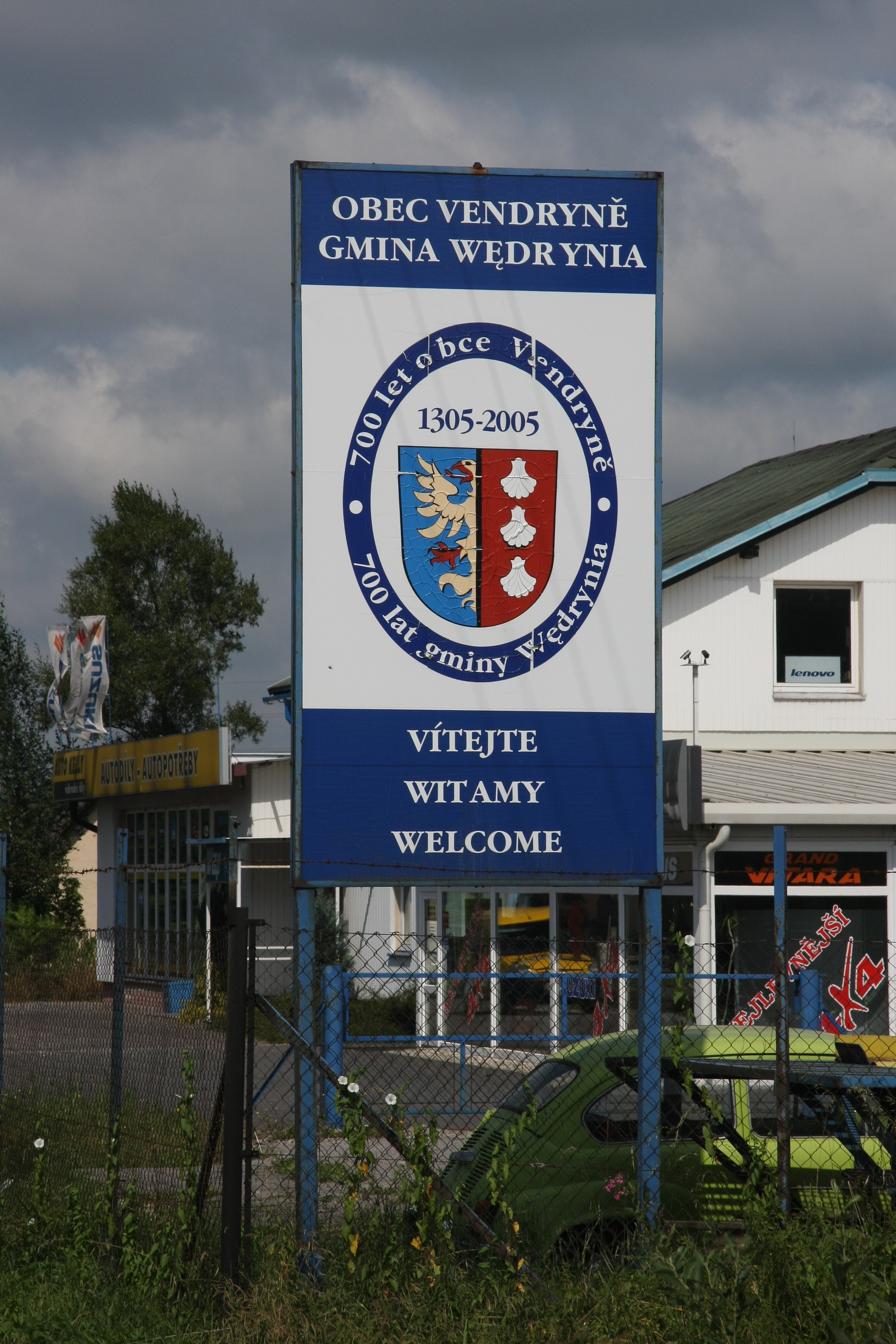
Czeska i polska nazwa przed wjazdem do Wędrynii

- Czornowskie (Černovský)
- Pod Praszywą (Pod Prašivou)
- Wędrynia (Vendryně)
- Zaolzie (Zaolší)

## Ludność
W latach 1869–2001:
| Rok             | 1869 | 1880 | 1890 | 1900 | 1910 | 1921 | 1930 | 1950 | 1961 | 1970 | 1980 | 1991 | 2001 |
| --------------- | ---- | ---- | ---- | ---- | ---- | ---- | ---- | ---- | ---- | ---- | ---- | ---- | ---- |
| Liczba ludności | 1733 | 1989 | 2116 | 2373 | 2587 | 2775 | 3356 | 3117 | 3375 | 3326 | 3573 | 3590 | 3842 |

Według czeskiego spisu z 2001 w 894 z 963 domów w Wędryni mieszkało 3842 osób, z czego 2309 (60,1%) było narodowości czeskiej, 1353 (35,2%) polskiej, 60 (1,6%) słowackiej, 31 (0,8%) śląskiej, 13 (0,3%) morawskiej, 4 (0,1%) niemieckiej i 3 (0,1%) ukraińskiej. Osoby wierzące stanowiły 73,8% populacji (2835 os.), z czego katolicy 44,6%, 1266 osób.

## Historia
Miejscowość po raz pierwszy wzmiankowana została w łacińskim dokumencie Liber fundationis episcopatus Vratislaviensis (pol. Księga uposażeń biskupstwa wrocławskiego), spisanej za czasów biskupa Henryka z Wierzbna ok. 1305 w szeregu wsi zobowiązanych do płacenia dziesięciny biskupstwu we Wrocławiu, w postaci item in Wandrina. Zapis ten (brak określenia liczby łanów, z których będzie płacony podatek) wskazuje, że wieś była w początkowej fazie powstawania, co wiąże się z przeprowadzaną pod koniec XIII wieku na terytorium późniejszego Górnego Śląska wielką akcją osadniczą (tzw. łanowo-czynszową), aczkolwiek na to, że istniała jako osada już jednak wcześniej świadczy wiek tutejszego kościoła, datowanego najpóźniej na XIII stulecie, oraz archaiczna nazwa, będąca ciągle jeszcze przedmiotem dociekań językoznawców. W jej nazwie wyróżnić można starosłowiański przedrostek wą-, oznaczający obniżenie, wgłębienie terenu oraz takiż rdzeń -dr-, oznaczający bieg, spływ wody (a więc „obniżenie z płynącą wodą”). Wieś politycznie znajdowała się wówczas w granicach utworzonego w 1290 piastowskiego (polskiego) księstwa cieszyńskiego, będącego od 1327 lennem Królestwa Czech, a od 1526 roku w wyniku objęcia tronu czeskiego przez Habsburgów wraz z regionem aż do 1918 roku w monarchii Habsburgów (potocznie Austrii).
Miejscowa parafia katolicka pw. św. Katarzyny powstała w XIV lub w pierwszej połowie XV wieku. Została wymieniona w spisie świętopietrza sporządzonym przez archidiakona opolskiego Mikołaja Wolffa w 1447 pośród innych parafii archiprezbiteratu (dekanatu) w Cieszynie pod nazwą Vandrzina.
Przez długi czas była wsią szlachecką. Pierwszym znanym dziedzicem był niejaki Alisz z Orłowej, który za wierną służbę otrzymał w 1426 r. Wędrynię od księcia cieszyńskiego Bolesława I. Następnie władał nią Jakub z Brzozowic oraz rody Cyganów ze Słupska, Czelów z Czechowic i Borków z Tworkowa. W 1694 r. ostatni z rodu Adam Borek, piastujący urząd marszałka krajowego, darował wieś sprowadzonemu przez siebie na Śląsk zakonowi bonifratrów, którym wkrótce ufundował również klasztor ze szpitalem i kościołem w Cieszynie. W 1702 r. zakon, za ogromną na owe czasy kwotę 30 tys. złotych reńskich, odsprzedał wieś Habsburgom.
Wędrynia była wsią biedną. Chłopi mieli mało pól, brakowało zupełnie terenów wypasowych. W 1849 r. na 340 rodzin (1519 osób) było tylko 26 rodzin rolników, 91 rodzin zagrodników i aż 223 rodziny bezrolnych chałupników i komorników, utrzymujących się w tym czasie głównie z pracy na trzech miejscowych folwarkach, a także przy wydobyciu rudy żelaza i kamienia wapiennego oraz przy paleniu wapna (wydobycie wapna zakończono w 1965 roku). Dopiero rozwój bliskiej trzynieckiej huty, do której wieś zaczęła dostarczać najwięcej siły roboczej, poprawił los wędryniaków.
Według austriackiego spisu ludności z 1900 w 265 budynkach w Wędryni na obszarze 2131 hektarów mieszkało 2373 osób, co dawało gęstość zaludnienia równą 111,4 os./km². z tego 649 (27,3%) mieszkańców było katolikami, 1709 (72%) ewangelikami a 15 (0,6%) wyznawcami judaizmu, 2322 (97,9%) było polsko-, 34 (1,4%) niemiecko- a 1 czeskojęzycznymi. Do 1910 roku liczba budynków wzrosła do 301 a mieszkańców do 2587, z czego 2559 było zameldowanych na stałe, 788 (30,5%) było katolikami, 1783 (68,9%) ewangelikami, 16 (0,6%) żydami, 2491 (96,3%) polsko-, 62 (2,4%) niemiecko- a 6 (0,2%) czeskojęzycznymi.
W 1906 roku w miejscowości utworzone zostało gniazdo najstarszej polskiej organizacji sportowej Polskiego Towarzystwa Gimnastycznego „Sokół”. W momencie powstania liczyło ponad 40 członków. Po roku 1931 podporządkowane zostało Związkowi Sokołów Polskich w Czechosłowacji. Na początku 1936 roku liczyło 44 druhów oraz 6 druhen. Prezesem organizacji był Jan Ondraszek, a naczelnikiem Andrzej Ondraszek.
W wyniku zawirowań wojennych i podziale Śląska Cieszyńskiego w 1920 miejscowość stała się częścią Czechosłowacji. Przyłączone do Rzeczypospolitej w październiku 1938 roku wraz z Zaolziem. W okresie II wojnie światowej przejęte przez nazistowskie Niemcy. Od 1945 w granicach Czechosłowacji.
Dzisiaj, kiedy bloki mieszkalne Trzyńca sięgnęły granic wędryńskich pól, wieś przybrała charakter podmiejskiego, robotniczego osiedla mieszkalnego. W latach 1980–1995 miejscowość należała administracyjnie do Trzyńca. Po społecznym referendum – od stycznia 1995 r. ponownie jest samodzielną gminą.

## Zabytki

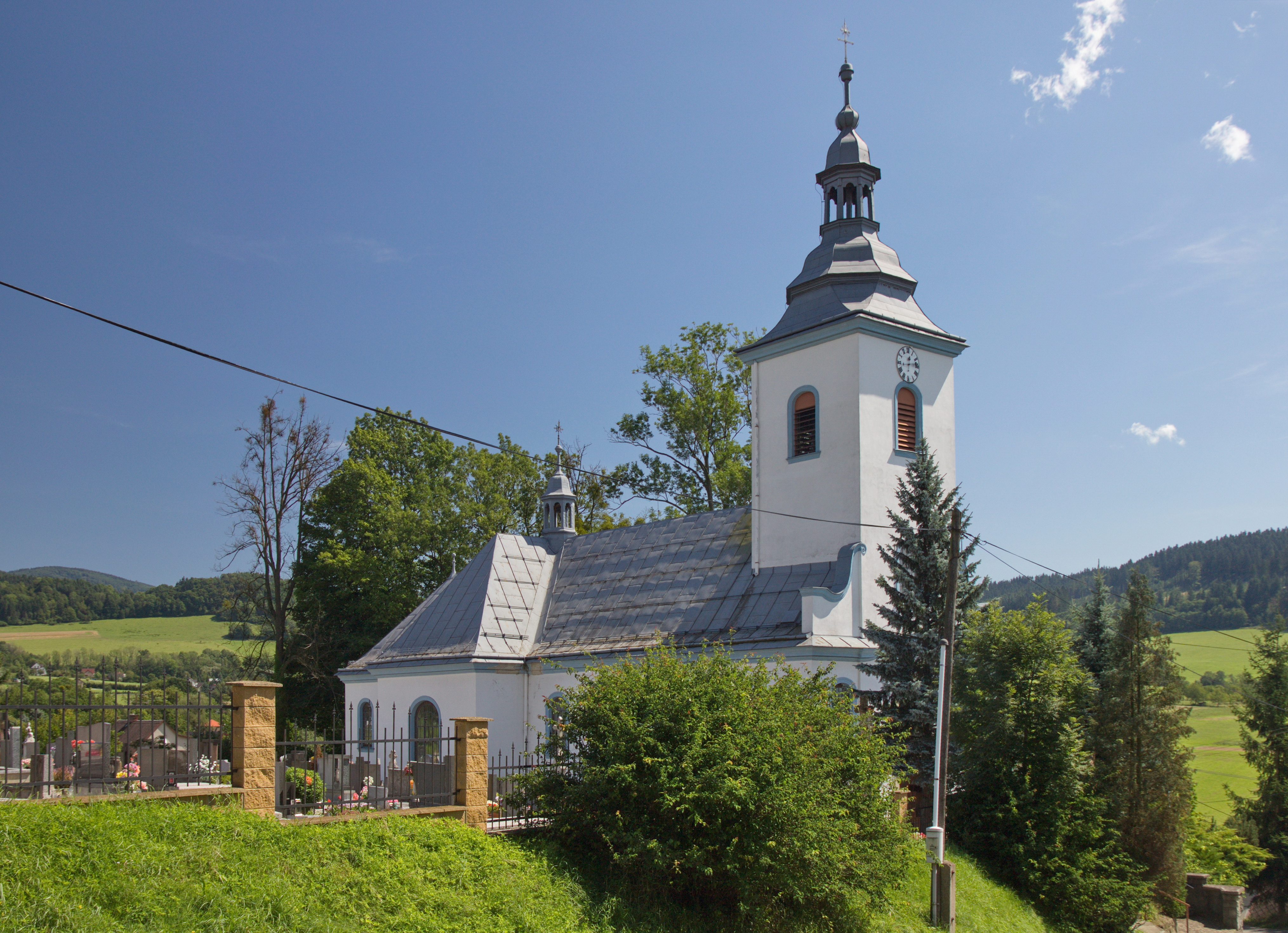
Kościół św. Katarzyny

Jedynym obiektem zabytkowym w miejscowości jest murowany, gotycki kościół parafialny pw. św. Katarzyny – najstarszy w dolinie Olzy na południe od Cieszyna, powstały najpóźniej w XIII w.

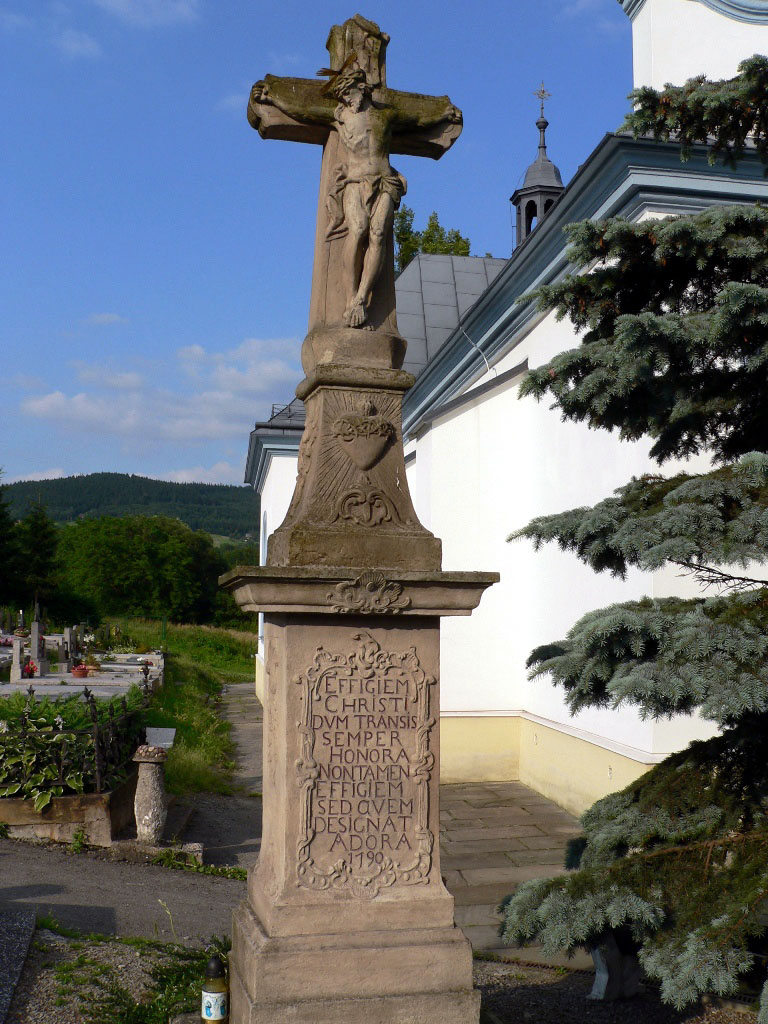
Krzyż na cmentarzu katolickim

Poza zabytkami, w Wędryni znajdują się także inne obiekty o znaczeniu historycznym:
- Rzeźby przed kościołem: barokowe, kamienne figury św. Jana Nepomucena i św. Floriana. Obok nich, na skraju cmentarza, barokowy, kamienny krzyż z Męką Pańską z 1790 r.
- Dwa stare wapienne piece szybowe z końca XIX w. w górnej części wsi, przy drodze i końcowym przystanku autobusowym Wędrynia Wapiennik (czes.: Vendryně Vapenka). Lewy mniejszy (9,3 m wys.), kamienno-ceglany, prawy – większy (10,2 m wys.), zbudowany już całkowicie z cegły. Widoczne są jeszcze konstrukcje podestów do zasypywania surowca, a u dołu pieców – otwory do wybierania wapna. Piece używane były aż do 1965 roku, służąc do wypalania wapna na potrzeby huty w Trzyńcu[16].

## Postaci związane z Wędrynią
Urodzeni:
- Adam Borek (1641-1704) – wspomniany fundator klasztoru bonifratrów w Cieszynie,
- Jan Judasz Hackenberg (?-1763) – proboszcz w Wędryni (1745-1763). Współautor i wydawca modlitewnika w języku polskim[17] (Prawdziwa jedzina do nieba z Pisma świentego dokazana droga..., Opawa 1761)
- Karl Pietschka (1818-1891) – budowniczy,
- Jan Karzeł (1841-1888) – ksiądz ewangelicki, proboszcz parafii ewangelickiej w Skoczowie,
- Józef Pindur (1874-1914) – nauczyciel i malarz,
- Jan Szeruda (1889-1962) – biskup polskiego Kościoła Ewangelicko-Augsburskiego,
- Jerzy Szeruda (1891-1919) – sierżant pilot Wojska Polskiego,
- Jan Góra (1896–1943) – kierownik personalny Huty Trzynieckiej, w czasie II wojny działał w warszawskim ruchu oporu, zginął w nierównej walce z Gestapo podczas próby jego aresztowania,
- Antoni Janik (1902-1940) – kierownik szkoły w Rybniku, zginął w Katyniu,
- Józef Wdówka (1906-1940) – kierownik szkoły w Pietwałdzie, zginął w Katyniu,
- Anna Kiszowa (1911-19??) – w czasie II wojny światowej kierowniczka sztabu organizacji podziemnej w Wędryni Zaolziu, pseudonim "Jodła", aresztowana z matką w 1941 r., poddana brutalnym torturom, więziona w Ravensbrück, wyzwolona 1945 roku,
- Tadeusz Zubek (ur. 1912) – ekonomista i działacz społeczny,
- Jan Mrózek (1913-1945) – w czasie II wojny światowej pracownik sieci wywiadu dalekiego zasięgu (kryptonim „Stragan”) Komendy Głównej AK,
- Rudolf Grzegorz (1914-1941)  – polski lotnik, porucznik, zginął w walce o Londyn,
- Kazimierz Kaszper (ur. 1946) – pisarz, publicysta i dziennikarz,
- Jerzy Cieńciała (ur. 1950) – polski menedżer, wykładowca, od czerwca 2013 minister przemysłu Czech

Inni:
- Ewa Farna – piosenkarka mieszkająca w Wędryni;
- Paweł Musioł, prof.  dr. – pedagog, działacz społeczny, od początku II wojny światowej włączony w pracę konspiracyjną, organizator podziemia na terenie Śląska Cieszyńskiego, aresztowany 3.3.1941, ścięty w Katowicach 19.2.1943
- Klemens Galocz (1909-1942) – ksiądz katolicki, działacz narodowy, absolwent Polskiego Gimnazjum w Orłowej, podczas II wojny światowej więziony w obozach koncentracyjnych w Gusen i Dachau, gdzie 26.11.1942 został zakatowany.

## Miejscowości partnerskie i zaprzyjaźnione
- Goleszów, Polska[18]